# Działko MG FF
MG FF – działko lotnicze kalibru 20 mm, zasilane z magazynka bębnowego, opracowane w 1936 przez szwajcarską firmę Oerlikon i produkowane na licencji w Niemczech. Było używane w samolotach Luftwaffe podczas II wojny światowej. Montowane było jako działko stałe lub w ruchomych stanowiskach strzeleckich.
Działko to posiadało szereg poważnych wad takich jak: mała szybkostrzelność, niska prędkość wylotowa i zasilanie z magazynka bębnowego, który ze względu na ograniczoną ilość miejsca w samolocie. Jego zabudowa w skrzydłach myśliwców Bf 109 i Fw 190 była dość trudna. Magazynek bębnowy potrzebował dużo miejsca, co pociągnęło za sobą ograniczenie jego pojemności do około 60 naboi. Nowy 90 nabojowy bęben amunicyjny został opracowany później dla samolotu Fw 190A-5 i dopasowany do wcześniej używanych działek także w innych samolotach. Prowadzono również eksperymenty z zasilaniem działka z taśm amunicyjnych.
Działko MG FF zostało dostosowane do strzelania nową amunicją (Minengeschoß) z pociskami o cieńszych ściankach, ale z większym ładunkiem wybuchowym. Nowe pociski były lżejsze o ok. 20 gram, a więc siła odrzutu również była mniejsza. Działko zmodyfikowane latem 1940 do strzelania tymi pociskami oznaczono symbolem MG FF/M.
Oba modele MG FF i MG FF/M znalazły szerokie zastosowanie w myśliwcach Bf 109 wersji E i F, Fw 190 A-2 do A-5, w bombowcach Do 217, He 111, oraz innych typach samolotów. Często zastępowano je 20 mm działkami MG 151.
Działko MG FF/M było głównym elementem systemu Schräge Musik zamontowanego na nocnych myśliwcach Bf 110 ze względu na ich kompaktową konstrukcję pasującą do tylnej kabiny tego samolotu, strzelając przez dwa otwory w oszkleniu osłony kabiny.